# 중국 투자 공사
중국 투자 공사 ( 中国投资有限责任公司; China Investment Corporation CIC )는 중국의 외환 보유고의 일정 부분을 활용하는 국부 펀드의 하나이다.  2007년도에 설립되었으며, 중국에서 가장 큰 국가 펀드이고 약 한화로 200 조원에 이른다. 2021년에는 1200조원이며 2023년에는 1350조원에 달한다.

## 같이 보기
- 중국인민은행
- 국부 펀드